# Communauté de communes de la Région de Charny
La communauté de communes de la région de Charny  est une ancienne communauté de communes française, située dans le département de l'Yonne en région Bourgogne.
Créée le 26 décembre 1996, elle disparait le 1er janvier 2014. Ses communes membres sont alors intégrées à la communauté de communes de l'orée de Puisaye.

## Composition
Elle est composée des communes suivantes :
| Nom                     | Code Insee | Gentilé          | Superficie (km2) | Population (dernière pop. légale) | Densité (hab./km2) |
| ----------------------- | ---------- | ---------------- | ---------------- | --------------------------------- | ------------------ |
| Charny (siège)          | 89086      |                  | 18,99            | 1 617 (2013)                      | 85                 |
| Chambeugle              | 89070      | Chambeuglois     | 7,28             | 53 (2013)                         | 7,3                |
| Chêne-Arnoult           | 89097      | Quersusarnuliens | 9,10             | 118 (2013)                        | 13                 |
| Dicy                    | 89138      | Dicycois         | 10,24            | 328 (2013)                        | 32                 |
| Fontenouilles           | 89178      |                  | 16,48            | 218 (2013)                        | 13                 |
| Grandchamp              | 89192      |                  | 28,29            | 367 (2013)                        | 13                 |
| Malicorne               | 89241      |                  | 15,91            | 155 (2013)                        | 9,7                |
| Marchais-Beton          | 89243      |                  | 10,95            | 119 (2013)                        | 11                 |
| Perreux                 | 89294      |                  | 26,37            | 335 (2013)                        | 13                 |
| Saint-Denis-sur-Ouanne  | 89343      | Dionisiens       | 10,21            | 128 (2013)                        | 13                 |
| Saint-Martin-sur-Ouanne | 89358      | Saint-Martinois  | 15,34            | 441 (2013)                        | 29                 |
| Villefranche            | 89454      |                  | 23,27            | 635 (2013)                        | 27                 |
| Chevillon               | 89103      |                  | 13,08            | 326 (2013)                        | 25                 |
| Prunoy                  | 89317      |                  | 24,89            | 307 (2013)                        | 12                 |

## Compétences
- Collecte et traitement des déchets des ménages et déchets assimilés
- Protection et mise en valeur de l'environnement
- Action sociale
- Création, aménagement, entretien et gestion de zone d'activités industrielle, commerciale, tertiaire, artisanale ou touristique
- Action de développement économique (Soutien des activités industrielles, commerciales ou de l'emploi, Soutien des activités agricoles et forestières...)
- Tourisme
- Construction ou aménagement, entretien, gestion d'équipements ou d'établissements culturels, socioculturels, socioéducatifs, sportifs
- Activités périscolaires
- Activités culturelles ou socioculturelles
- Schéma de cohérence territoriale (SCOT)
- Schéma de secteur
- Création et réalisation de zone d'aménagement concertée (ZAC)
- Constitution de réserves foncières
- Aménagement rural
- Études et programmation
- Programme local de l'habitat
- Politique du logement social
- Action en faveur du logement des personnes défavorisées par des opérations d'intérêt communautaire
- Autres

## Autres adhésions
- Syndicat mixte de la fourrière animale du centre Yonne
- Syndicat Intercommunal pour la construction et le fonctionnement du collège du secteur scolaire de Charny
- Syndicat mixte de Puisaye
- Syndicat mixte pour l'habitat en Puisaye Forterre
- Syndicat mixte du collège de Charny
- Syndicat mixte du Pays de Puisaye-Forterre

## Histoire
La communauté de communes a été créée par un arrêté daté du 26 décembre 1996.

### Sources
- Le SPLAF (Site sur la population et les limites administratives de la France)
- La base ASPIC